# Hirotaka Mita
Hirotaka Mita (født 14. september 1990) er en japansk fodboldspiller, som spiller for den japanske fodboldklub Vissel Kobe.